# Ditammari (Sprache)
Ditammari (auch: Ditamari, Tamari, Somba, Soma, Some, Tamberma) ist die Sprache des Volkes der Tammari.

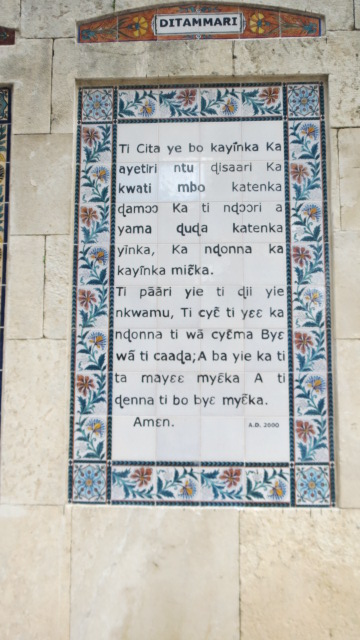
Das Vaterunser auf Ditammari in der Paternosterkirche von Jerusalem

Diese leben vorwiegend in Togo und Benin.
Die Anzahl der Sprecher beträgt ca. 47.500 (SIL 2002). In Togo leben ca. 27.500 (SIL 2002) Ditammari-Sprecher. Im Benin sind es ca. 20.000 (SIL 2002).
In Togo leben die Ditammari-Sprecher vorwiegend in der Region Kara, in der Präfektur Kandé östlich von Kandé an der Grenze zu Benin. Die Hauptorte in Togo, in denen Ditammari gesprochen wird, sind Nadoba, Wantema, Warengo und Koutougou.
Im Benin leben die Ditammari-Sprecher vorwiegend in der Atakora Province in den Subpräfekturen Boukombe und Natitingou. Ditammari gehört zu den Gur-Sprachen.